# Liste der Kulturdenkmale in Traventhal
In der Liste der Kulturdenkmale in Traventhal sind alle Kulturdenkmale der schleswig-holsteinischen Gemeinde Traventhal (Kreis Segeberg) aufgelistet (Stand: 10. März 2025).

## Legende
In den Spalten befinden sich folgende Informationen:
- Objekt-ID: die Nummer des Kulturdenkmales
- Lage: die Adresse des Kulturdenkmales und die geographischen Koordinaten. Kartenansicht, um Koordinaten zu setzen. In der Kartenansicht sind Kulturdenkmale ohne Koordinaten mit einem roten Marker dargestellt und können in der Karte gesetzt werden. Kulturdenkmale ohne Bild sind mit einem blauen Marker gekennzeichnet, Kulturdenkmale mit Bild mit einem grünen Marker.
- Offizielle Bezeichnung: Bezeichnung des Kulturdenkmales
- Beschreibung: die Beschreibung des Kulturdenkmales
- Bild: ein Bild des Kulturdenkmales

## Bauliche Anlagen
| Objekt-ID     | Lage                                          | Offizielle Bezeichnung                   | Beschreibung | Bild                             |
| ------------- | --------------------------------------------- | ---------------------------------------- | --- | -------------------------------- |
| 44689         | Brookredder (53° 53′ 53″ N, 10° 19′ 20″ O)    | Ehrenmalanlage                           | Ehrenmalanlage; 1897 - nach 1945; Eiche mit Gedenkstein für Kaiser Wilhelm I., 1897, Ehrenmal für die Gefallenen beider Weltkriege, nach 1945 - Begründung: geschichtlich, städtebaulich - Schutzumfang: Ehrenmalanlage, Ehrenmal für die Gefallenen beider Weltkriege, Eiche für Kaiser Wilhelm I., Gedenkstein - Denkmaltyp: Bauliche Anlage | BW                               |
| 8125 Wikidata | Landgestüt 1 (53° 53′ 32″ N, 10° 19′ 4″ O)    | Pferdestall (1903)                       | Alteintragung (Aktualisierung vorgesehen) - Begründung: Alteintragung (Aktualisierung vorgesehen) - Schutzumfang: Alteintragung (Aktualisierung vorgesehen) - Denkmaltyp: Bauliche Anlage | BW                               |
| 9307 Wikidata | Landgestüt 1 (53° 53′ 34″ N, 10° 19′ 11″ O)   | Eingangstor                              | Alteintragung (Aktualisierung vorgesehen) - Begründung: Alteintragung (Aktualisierung vorgesehen) - Schutzumfang: Alteintragung (Aktualisierung vorgesehen) - Denkmaltyp: Bauliche Anlage | BW                               |
| 9304 Wikidata | Landgestüt 1 (53° 53′ 33″ N, 10° 19′ 7″ O)    | Reithalle                                | Alteintragung (Aktualisierung vorgesehen) - Begründung: Alteintragung (Aktualisierung vorgesehen) - Schutzumfang: Alteintragung (Aktualisierung vorgesehen) - Denkmaltyp: Bauliche Anlage | BW                               |
| 8122 Wikidata | Landgestüt 1 (53° 53′ 31″ N, 10° 19′ 6″ O)    | Pferdestall (1873)                       | Alteintragung (Aktualisierung vorgesehen) - Begründung: Alteintragung (Aktualisierung vorgesehen) - Schutzumfang: Alteintragung (Aktualisierung vorgesehen) - Denkmaltyp: Bauliche Anlage | BW                               |
| 8123 Wikidata | Landgestüt 1 (53° 53′ 32″ N, 10° 19′ 10″ O)   | Pferdestall (1874)                       | Alteintragung (Aktualisierung vorgesehen) - Begründung: Alteintragung (Aktualisierung vorgesehen) - Schutzumfang: Alteintragung (Aktualisierung vorgesehen) - Denkmaltyp: Bauliche Anlage | BW                               |
| 8124 Wikidata | Landgestüt 1 (53° 53′ 32″ N, 10° 19′ 4″ O)    | Pferdestall                              | Alteintragung (Aktualisierung vorgesehen) - Begründung: Alteintragung (Aktualisierung vorgesehen) - Schutzumfang: Alteintragung (Aktualisierung vorgesehen) - Denkmaltyp: Bauliche Anlage | BW                               |
| 9305 Wikidata | Landgestüt 1 (53° 53′ 33″ N, 10° 19′ 8″ O)    | Krankenstall                             | Alteintragung (Aktualisierung vorgesehen) - Begründung: Alteintragung (Aktualisierung vorgesehen) - Schutzumfang: Alteintragung (Aktualisierung vorgesehen) - Denkmaltyp: Bauliche Anlage | BW                               |
| 9308 Wikidata | Landgestüt 1 (53° 53′ 33″ N, 10° 19′ 11″ O)   | Wappentafel vom Schloss (am Pferdestall) | Alteintragung (Aktualisierung vorgesehen) - Begründung: Alteintragung (Aktualisierung vorgesehen) - Schutzumfang: Alteintragung (Aktualisierung vorgesehen) - Denkmaltyp: Bauliche Anlage | BW                               |
| 9306 Wikidata | Landgestüt 1–1a (53° 53′ 34″ N, 10° 19′ 9″ O) | Wohnhaus Sattlermeister / Kantine        | Alteintragung (Aktualisierung vorgesehen) - Begründung: Alteintragung (Aktualisierung vorgesehen) - Schutzumfang: Alteintragung (Aktualisierung vorgesehen) - Denkmaltyp: Bauliche Anlage | BW                               |
| 8121 Wikidata | Landgestüt 2 (53° 53′ 31″ N, 10° 19′ 3″ O)    | Gutshaus                                 | Im 18. Jahrhundert war das Schloss vor allem für seinen spätbarocken Garten bekannt, der als die größte und bedeutendste Anlage in den Herzogtümern galt. Mit der Auflösung des Plöner Herzogtums nach 1761 endete die kurze Glanzzeit des Schlosses. Das Gebäude wurde am Ende des 19. Jahrhunderts abgerissen und durch einen zeittypischen, historistischen Neubau ersetzt. Alteintragung (Aktualisierung vorgesehen) - Begründung: Alteintragung (Aktualisierung vorgesehen) - Schutzumfang: Alteintragung (Aktualisierung vorgesehen) - Denkmaltyp: Bauliche Anlage | weitere Fotos \| Fotos hochladen |
| 9309 Wikidata | Schlossgarten (53° 53′ 31″ N, 10° 19′ 3″ O)   | Wappentafel vom Schloss (im Garten)      | Alteintragung (Aktualisierung vorgesehen) - Begründung: Alteintragung (Aktualisierung vorgesehen) - Schutzumfang: Alteintragung (Aktualisierung vorgesehen) - Denkmaltyp: Bauliche Anlage | BW                               |

## Gründenkmale
| Objekt-ID      | Lage                                        | Offizielle Bezeichnung | Beschreibung | Bild            |
| -------------- | ------------------------------------------- | ---------------------- | --- | --------------- |
| 24734 Wikidata | Landgestüt (53° 53′ 34″ N, 10° 19′ 1″ O)    | Nebenzufahrtsallee     | Alteintragung (Aktualisierung vorgesehen) - Begründung: geschichtlich, Kulturlandschaft prägend - Schutzumfang: gesamtes Objekt - Denkmaltyp: Gründenkmal                                                                                               | BW              |
| 24735 Wikidata | Landgestüt (53° 53′ 33″ N, 10° 19′ 8″ O)    | Hauptzufahrtsallee     | Alteintragung (Aktualisierung vorgesehen) - Begründung: geschichtlich, Kulturlandschaft prägend - Schutzumfang: gesamtes Objekt - Denkmaltyp: Gründenkmal                                                                                               | BW              |
| 9316 Wikidata  | Schlossgarten (53° 53′ 27″ N, 10° 19′ 6″ O) | Schlossgarten          | Alteintragung (Aktualisierung vorgesehen) - Begründung: geschichtlich, künstlerisch, Kulturlandschaft prägend - Schutzumfang: Schlossgarten, Sonnenuhr, Löwe (1), Löwe (2), Löwe (3), Löwe (4), Grotte, Gartenalleen, Rondell - Denkmaltyp: Gründenkmal | Fotos hochladen |

## Quelle
- Liste der Kulturdenkmale in Schleswig-Holstein – Kreis Segeberg

- Karte mit allen Koordinaten:
- OSM |
- WikiMap